# Ла-Ріоха (місто)
Ла-Ріо́ха (ісп. La Rioja) — місто на північному заході Аргентини, столиця провінції Ла-Ріоха і центр її столичного департаменту. Населення міста становить 178 тисяч мешканців (перепис 2010 року).

## Історія

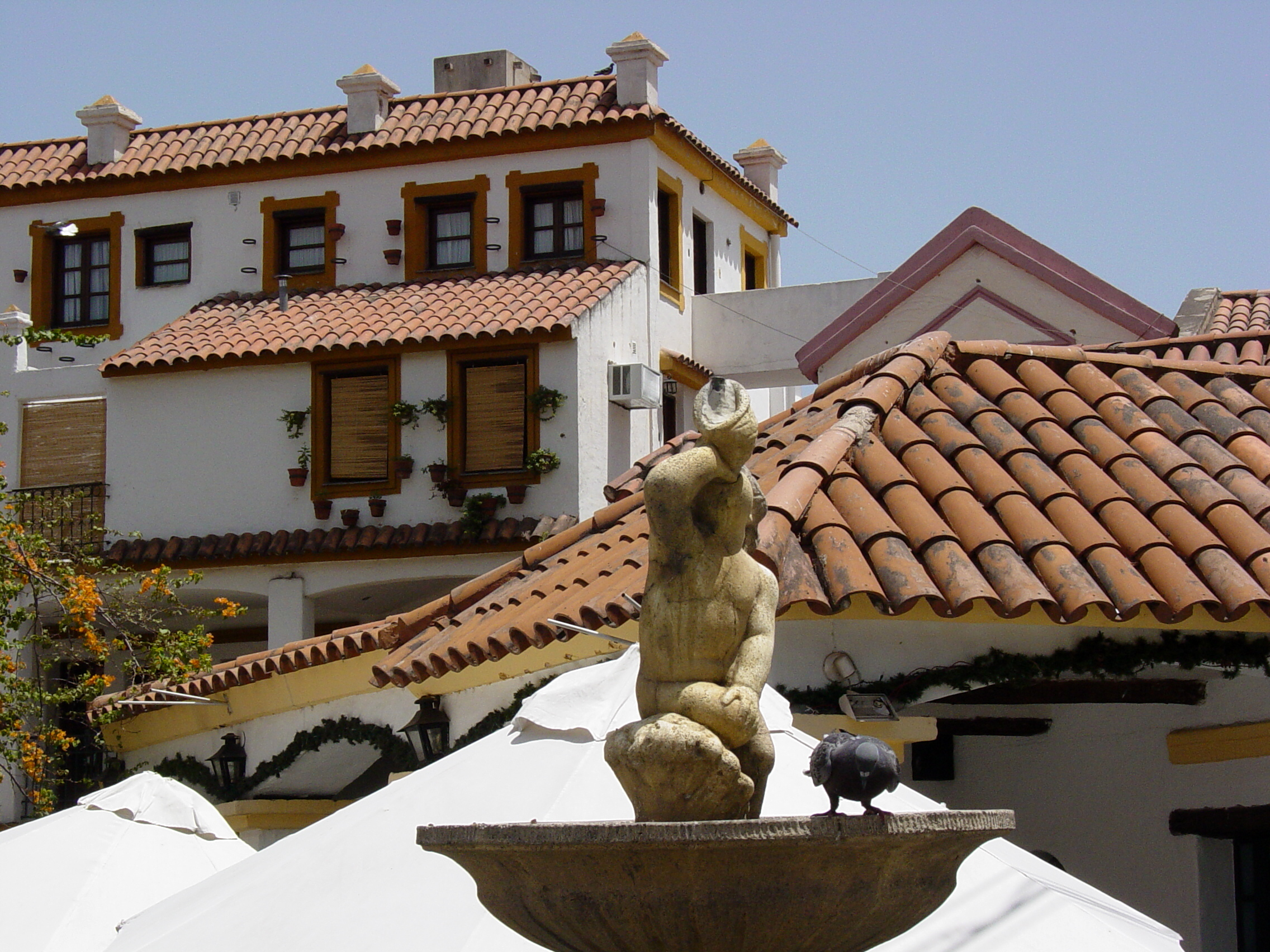
Колоніальна архітектура Ла-Ріохи

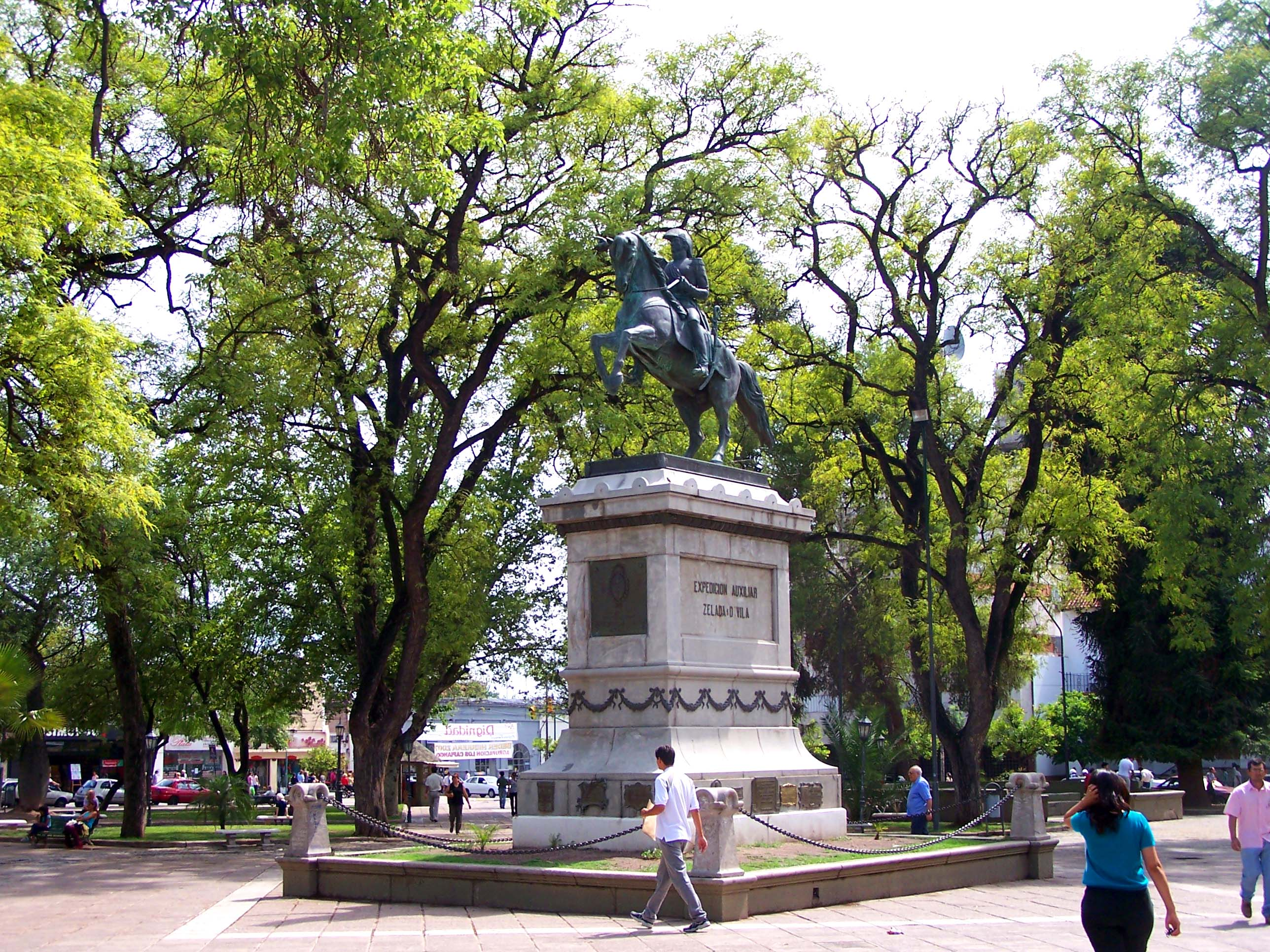
Площа 25 травня

Місто було засноване губернатором Тукуману Хуаном Раміресом де Веласко під іменем Тодос-лос-Сантос-де-ла-Нуева-Ріоха (ісп. Todos los Santos de la Nueva Rioja — Місто усіх святих нової Ріохи) 20 травня 1591 року. Назва місту була дана на честь іспанської Ла-Ріохи, де народився Веласко.
Під час святкування Великодня 1593 року близько 9000 індіанців підняли повстання у місті. Індіанські повстання поклали початок одному з найкрасивіших релігійних свят Ла-Ріохи — Тінкунако (кеч. Tinkunaco — зустріч), яке святкується щороку з 31 грудня по 3 січня.
Від самого свого заснування Ла-Ріоха була найбільшим та найважливішим поселенням провінції.
1894 року у місті налічувалося 8 000 жителів. 1898 стався великий землетрус, який зруйнував місто.
11 жовтня 1948 поблизу Ла-Ріохи відкрився аеропорт Aeropuerto Capitán Vicente Almandos Almonacide.
З 1970-х років населення міста почало швидко зростати. У цей же час у місті було засновано Національний університет Ла-Ріохи.

## Економіка
Економіка міста, як і всієї провінції Ла-Ріоха, історично прив'язана до тваринництва та виноградарства. Також поблизу міста вирощують оливкові дерева і бавовну. Але на початку 1970-х років у місті почала швидко розвиватися промисловість, і зараз Ла-Ріоха важливий центр аргентинської фармакологічної індустрії.
Більшість працюючих Ла-Ріохи зайнята у будівництві. Також важливий сегментом економіки міста є туризм — поблизу знаходиться національний парк Талампая, у самому місті щороку відбуваються карнавали і театралізовані вистави.

## Клімат
Клімат Ла-Ріохи помірно-континентальний з різкими коливаннями температур, сухий (за рік випадає близько 385 мм опадів). Середня річна температура 19,3 °C. Середній річний мінімум 2 °C. Середня річна вологість повітря 57%. Середня річна швидкість вітру 17 км/год. Зими м'які та сухі, із середніми температурами 10 °C з великими добовими коливаннями. Можливі снігопади. Літа дощові та теплі, з середніми температурами 28 °C. Абсолютний максимум температури 46,4 °C — один з найвищих в Аргентині, абсолютний мінімум −7,2 °C.
| Клімат Ла-Ріохи (1961—1990)                                                                                                 | Клімат Ла-Ріохи (1961—1990) | Клімат Ла-Ріохи (1961—1990) | Клімат Ла-Ріохи (1961—1990) | Клімат Ла-Ріохи (1961—1990) | Клімат Ла-Ріохи (1961—1990) | Клімат Ла-Ріохи (1961—1990) | Клімат Ла-Ріохи (1961—1990) | Клімат Ла-Ріохи (1961—1990) | Клімат Ла-Ріохи (1961—1990) | Клімат Ла-Ріохи (1961—1990) | Клімат Ла-Ріохи (1961—1990) | Клімат Ла-Ріохи (1961—1990) | Клімат Ла-Ріохи (1961—1990) |
| Показник | Січ.                        | Лют.                        | Бер.                        | Квіт.                       | Трав.                       | Черв.                       | Лип.                        | Серп.                       | Вер.                        | Жовт.                       | Лист.                       | Груд.                       | Рік                         |
| Абсолютний максимум, °C | 45,1                        | 43,6                        | 42,0                        | 38,6                        | 37,3                        | 29,9                        | 37,3                        | 41,4                        | 42,6                        | 45,2                        | 44,6                        | 46,4                        | 46,4                        |
| Середній максимум, °C | 35,0                        | 33,3                        | 30,4                        | 27,2                        | 23,4                        | 19,4                        | 19,7                        | 23,0                        | 26,1                        | 30,6                        | 33,3                        | 35,0                        | 28,0                        |
| Середня температура, °C | 27,4                        | 25,9                        | 23,4                        | 19,8                        | 15,5                        | 11,1                        | 10,9                        | 14,0                        | 17,8                        | 22,5                        | 25,4                        | 27,2                        | 20,1                        |
| Середній мінімум, °C | 20,7                        | 19,7                        | 17,9                        | 14,1                        | 9,6                         | 4,9                         | 4,4                         | 6,5                         | 10,3                        | 15,2                        | 18,2                        | 20,3                        | 13,5                        |
| Абсолютний мінімум, °C | 10,7                        | 9,5                         | 8,8                         | 1,8                         | −3                          | −4,9                        | −6,9                        | −4,1                        | −2,5                        | 4,0                         | 6,5                         | 7,7                         | −6,9                        |
| Норма опадів, мм | 80.1                        | 71.6                        | 54.1                        | 18.4                        | 7.4                         | 2.6                         | 3.1                         | 5.2                         | 6.5                         | 12.7                        | 43.3                        | 56.6                        | 361.6                       |
| Днів з опадами | 9                           | 8                           | 6                           | 4                           | 2                           | 1                           | 1                           | 1                           | 2                           | 2                           | 5                           | 7                           | 48                          |
| Вологість повітря, % | 60                          | 65                          | 69                          | 69                          | 69                          | 68                          | 64                          | 53                          | 49                          | 48                          | 51                          | 55                          | 60                          |
| --- | --------------------------- | --------------------------- | --------------------------- | --------------------------- | --------------------------- | --------------------------- | --------------------------- | --------------------------- | --------------------------- | --------------------------- | --------------------------- | --------------------------- | --------------------------- |
| Джерело: NOAA, Oficina de Riesgo Agropecuario (record highs and lows), Servicio Meteorológico Nacional (precipitation days) |                             |                             |                             |                             |                             |                             |                             |                             |                             |                             |                             |                             |                             |

## Флора і фауна
Найпоширеніші стійкі до нестачі води і сильних вітрів, низькорослі, морозостійкі рослини. Дика рослинність представлена переважно низькорослими чагарниками, кактусами, харілья, рожковим деревом, деревами кебрачо, тала, ретамо.
Фауна Ла-Ріохи типова для регіону Патагонських Анд. Найпоширеніші види: вікунья, гуанако, магеллановий собака, пума, віскаші, патагонський заєць, тарука, ігуанові, кондор, андійський фламінго, чапля.

## Релігія
У місті є такі церкви:
- католицькі: Кафедральний собор Ла-Ріохи, церква св. Франциска, монастир Санто-Домінго, церква Ла Мерсед;
- євагелістські;
- мормонські;
- свідків Єгови.

## Видатні особистості
У місті Ла-Ріоха народилися двоє президентів Аргентини:
- Карлос Менем (1989—1999)
- Ісабель Мартінес де Перон (1974 — 1976)

а також:
- Франко Сукуліні — аргентинський футболіст
- Рамон Діас — аргентинський футболіст та тренер

## Транспорт
Місто Ла-Ріоха має такі шляхи сполучення:
- аеропорт Capitán Vicente Almandos Almonacide
- автошляхи:
  - провінційні траси № 1, 5, 25
  - національна траса № 38